# Liste der Kulturdenkmale in Erlln
In der Liste der Kulturdenkmale in Erlln sind die Kulturdenkmale des Colditzer Ortsteils Erlln verzeichnet, die bis Mai 2024 vom Landesamt für Denkmalpflege Sachsen erfasst wurden (ohne archäologische Kulturdenkmale). Die Anmerkungen sind zu beachten.
Diese Aufzählung ist eine Teilmenge der Liste der Kulturdenkmale in Colditz.

## Erlln
| Bild                                    | Bezeichnung                                                                         | Lage                               | Datierung                 | Beschreibung | ID       |
| --------------------------------------- | ----------------------------------------------------------------------------------- | ---------------------------------- | ------------------------- | --- | -------- |
| Direkt Bild zu diesem Denkmal hochladen | Wohnhaus und Hofpflasterung eines Häusleranwesens                                   | Wiesengrund 4 (Karte)              | Um 1800                   | Regionaltypischer Fachwerkbau, heimat- und baugeschichtliche Bedeutung. Zweigeschossig mit Satteldach, Erdgeschoss massiv in Bruchstein, Obergeschoss Fachwerk, straßenbildprägender Giebel im oberen Teil massiv und verbrettert, Erdgeschossfenster und Tür mit profilierten Gewänden, Anbau.                                                            | 08971176 |
| Direkt Bild zu diesem Denkmal hochladen | Wohnhaus und Hofpflasterung eines Häusleranwesens                                   | Wiesengrund 6 (Karte)              | 1. Hälfte 19. Jahrhundert | Regionaltypischer Fachwerkbau, straßenbildprägend und bedeutsam für die Kulturlandschaft, heimat- und baugeschichtlich von Bedeutung. Zweigeschossig, Erdgeschoss massiv, profilierte Tür- und Fenstergewände, Obergeschoss Fachwerk, Satteldach, straßenseitiger Giebel verbrettert, niedriger Anbau, Abbruch Holzschwengelpumpe wegen Hochwasserschaden. | 08971177 |
| Direkt Bild zu diesem Denkmal hochladen | Häuslerhaus                                                                         | Wiesengrund 8 (Karte)              | Um 1820                   | Fachwerkbau, Bedeutung für die Kulturlandschaft, heimat- und baugeschichtlich von Bedeutung. Zweigeschossig, Erdgeschoss massiv in Bruchstein, Obergeschoss Fachwerk, Satteldach, Abseite, zur Straße Remise und Heuboden, insgesamt erneuert, Fachwerk am Giebel aufgebrettert.                                                                           | 08971178 |
| Direkt Bild zu diesem Denkmal hochladen | Wohnstallhaus und Hofpflasterung eines Häusleranwesens                              | Wiesengrund 11 (Karte)             | Ende 18. Jahrhundert      | Fachwerkbau mit Segmentbogenportal, Bedeutung für die Kulturlandschaft, heimat- und baugeschichtlich von Bedeutung. Zweigeschossig, Erdgeschoss massiv in Bruchstein, Obergeschoss Fachwerk, Giebel massiv erneuert, Schleppdach, Erdgeschoss mit Porphyrtuffgewänden.                                                                                     | 08971182 |
| Direkt Bild zu diesem Denkmal hochladen | Ehemaliger Gasthof, mit Gasthaus zur Fähre, Seitengebäude, Hofpflasterung und Pumpe | Wiesengrund 12 (Karte)             | 1. Hälfte 19. Jahrhundert | Gasthaus mit Fachwerkobergeschoss, teils massiv erneuert, eingeschossiges Seitengebäude vorwiegend massiv, orts- und baugeschichtliche Bedeutung. - Gasthaus: zweigeschossig, Obergeschoss teils massiv, teils Fachwerk, Satteldach, schöne Haustür, jüngerer Rauputz - Nebengebäude: eingeschossig, Mauerwerk in Bruchstein und Ziegel, Satteldach        | 08971179 |
| Direkt Bild zu diesem Denkmal hochladen | Häuslerhaus                                                                         | Wiesengrund 13 (Karte)             | Um 1800                   | Schlichter Fachwerkbau, heimat- und baugeschichtlich von Bedeutung. Erdgeschoss massiv, Obergeschoss Fachwerk, Satteldach. | 08971183 |
| Direkt Bild zu diesem Denkmal hochladen | Ehemaliges Wohnstallhaus und Scheune eines Häusleranwesens                          | Wiesengrund 16 (Karte)             | Um 1820                   | Obergeschoss teilweise Fachwerk, Scheune massiv, Bedeutung für die Kulturlandschaft, heimat- und baugeschichtlich von Bedeutung. - Wohnstallhaus: zweigeschossig, Erdgeschoss und vorderer Gebäudeteil massiv, Obergeschoss im hinteren Teil Fachwerk, Satteldach, Tür mit profiliertem Gewände - Scheune: massiv, schönes Hängetor, Satteldach            | 08971181 |
| Direkt Bild zu diesem Denkmal hochladen | Häuslerhaus                                                                         | Wiesengrund 20 (Karte)             | Um 1830                   | Regionaltypischer Fachwerkbau, Bedeutung für die Kulturlandschaft, heimat- und baugeschichtliche Bedeutung. Zweigeschossig, Erdgeschoss massiv, Obergeschoss Fachwerk, Satteldach, im Erdgeschoss Porphyrtuffgewände. | 08971184 |
| Direkt Bild zu diesem Denkmal hochladen | Denkmal für die Gefallenen des Ersten Weltkrieges                                   | Wiesengrund 28 (gegenüber) (Karte) | Um 1920                   | Granitstein mit Metallinschrift und Relief, orts- und zeitgeschichtlich von Bedeutung. Über Inschrift Kranz und gekreuzte Schwerter. | 08971180 |

## Tabellenlegende
- Bild: Bild des Kulturdenkmals, ggf. zusätzlich mit einem Link zu weiteren Fotos des Kulturdenkmals im Medienarchiv Wikimedia Commons. Wenn man auf das Kamerasymbol klickt, können Fotos zu Kulturdenkmalen aus dieser Liste hochgeladen werden:
- Bezeichnung: Denkmalgeschützte Objekte und ggf. Bauwerksname des Kulturdenkmals
- Lage: Straßenname und Hausnummer oder Flurstücknummer des Kulturdenkmals. Die Grundsortierung der Liste erfolgt nach dieser Adresse. Der Link (Karte) führt zu verschiedenen Kartendiensten mit der Position des Kulturdenkmals. Fehlt dieser Link, wurden die Koordinaten noch nicht eingetragen. Sind diese bekannt, können sie über ein Tool mit einer Kartenansicht einfach nachgetragen werden. In dieser Kartenansicht sind Kulturdenkmale ohne Koordinaten mit einem roten bzw. orangen Marker dargestellt und können durch Verschieben auf die richtige Position in der Karte mit Koordinaten versehen werden. Kulturdenkmale ohne Bild sind an einem blauen bzw. roten Marker erkennbar.
- Datierung: Baubeginn, Fertigstellung, Datum der Erstnennung oder grobe zeitliche Einordnung entsprechend des Eintrags in der sächsischen Denkmaldatenbank
- Beschreibung: Kurzcharakteristik des Kulturdenkmals entsprechend des Eintrags in der sächsischen Denkmaldatenbank, ggf. ergänzt durch die dort nur selten veröffentlichten Erfassungstexte oder zusätzliche Informationen
- ID: Vom Landesamt für Denkmalpflege Sachsen vergebene, das Kulturdenkmal eindeutig identifizierende Objekt-Nummer. Der Link führt zum PDF-Denkmaldokument des Landesamtes für Denkmalpflege Sachsen. Bei ehemaligen Kulturdenkmalen können die Objektnummern unbekannt sein und deshalb fehlen bzw. die Links von aus der Datenbank entfernten Objektnummern ins Leere führen. Ein ggf. vorhandenes Icon  führt zu den Angaben des Kulturdenkmals bei Wikidata.